# (3945) Gerasimenko
(3945) Gerasimenko ist ein Asteroid des Hauptgürtels, der am 14. August 1982 vom russischen Astronomen Nikolai Stepanowitsch Tschernych am Krim-Observatorium (IAU-Code 095) in Nautschnyj entdeckt wurde. Erste Sichtungen des Asteroiden hatte es bereits am 31. Juli 1954 am Palomar-Observatorium (IAU-Code 675) gegeben.
(3945) Gerasimenko wurde 1995 nach der sowjetischen Astronomin Swetlana Gerassimenko (1945–2025) benannt, die 1969 gemeinsam mit dem Astronomen Klym Tschurjumow den Kometen 67P entdeckte.